# Kehrwieder (Schiff, 1902)
Die Kehrwieder ist ein Fahrgastschiff in Berlin.

## Geschichte
Das Schiff wurde 1902 auf der Schiffswerft H. Brandenburg in Hamburg für die Reederei Wachsmuth & Krogmann gebaut und zunächst als dampfbetriebene Hafenfähre in Hamburg genutzt. Damals trug es den Namen Neuhof. 1939 wurde es von der HADAG als Fähre genutzt und trug den Namen Reiherstieg. Laut Kurt Groggert wurde der Doppelschraubendampfer Reiherstieg während eines Luftangriffs im Zweiten Weltkrieg versenkt und nach der Hebung von der HADAG genutzt. 1954 hätten beide Kessel des Dampfers ersetzt werden müssen. Die HADAG scheute aber diesen Aufwand und verkaufte das Schiff, das damals 23,4 Meter lang und 6,46 Meter breit war, an die Firma Ritscher in Hamburg. Diese verkaufte die Reiherstieg an die Reederei Fröhlich in Berlin weiter, statt sie zu verschrotten.
Nach dem Verkauf an Fröhlich im März 1958 wurde das Schiff auf den Namen Kehrwieder II umgetauft. Der Namenszusatz „II“ war nötig, weil die Reederei damals bereits ein weiteres Schiff namens Kehrwieder besaß, das 1928 gebaut worden war. 1961 schaffte sie außerdem noch ein drittes Schiff namens Kehrwieder an, die Kehrwieder III, die 1963 in Kladow sank.
1963 oder 1964 wurde die Kehrwieder II verlängert und zum Motorschiff umgebaut. Sie erhielt zwei Dieselmotoren mit je 150 PS und war nach dem Umbau 31,04 Meter lang.
1975 war sie laut Günter Benja 36 Meter lang und 6,80 Meter breit, hatte einen Tiefgang von 1,30 Metern und war für die Beförderung von 400 Personen zugelassen.
1980 ging das Schiff in den Besitz der Reederei Riedel über und erhielt den Namen Kehrwieder. Laut Kurt Groggert war die Kehrwieder im Jahr 1987 nach wie vor für 400 Personen zugelassen. Die Maße gibt er mit 35,38 Metern Länge und 5,99 Metern Breite an.
1998 erfolgte eine weitere Verlängerung.
Im Jahr 2017 wurde aus dem Fahrgast- ein Restaurantschiff. Die Reederei Riedel verlegte die Kehrwieder in den Urbanhafen an die Stelle, an der zuvor die ausgebrannte Iskele gelegen hatte.
Laut einem Eintrag im Binnenschifferforum wurde die Kehrwieder im Jahr 2018 nach Prag verkauft. Der Beleg, der dort beigebracht wurde, scheint sich aber auf ein anderes Schiff desselben Baujahres zu beziehen, das bei Gebr. Wiemann gebaut wurde. Die Reederei selbst teilte allerdings via Facebook mit, dass das Schiff auf dem Weg nach Prag war. Schon im Jahr 2013 waren die beiden aus Holland stammenden neuen Riedel-Schiffe Köpenick und Rummelsburg vorgestellt worden, deren eines die Kehrwieder als Fahrgastschiff ersetzen sollte.